# Bundesstraße 182
Bundesstraße 182 er en bundesstraße begyndende syd for Wittenberg ved Bundesstraße 2 og løber over Torgau ved Elben til Riesa, hvor den rammer Bundesstraße 169.
Ved Torgau løber vejen sammen med Bundesstraße 183 på en strækning på et par kilometer. Vejen er i alt 80 km og løber i delstaterne Sachsen-Anhalt og Sachsen i retning nordvest-sydøst.